# Feliks Jaroński (pianista)
Feliks Jaroński właśc. Placyd Franciszek Feliks Jaroński (ur. 5 października 1823 w Kielcach, zm. 11 maja 1895 w Kielcach) – polski pianista, kompozytor i pedagog.

## Życiorys
Syn Józefa, sędziego Trybunału Cywilnego w Kielcach, i Wiktorii z domu Juszyńskiej; bratanek filozofa ks. Feliksa Jarońskiego. Ojciec skrzypka Mieczysława (1861–1922), wiolonczelisty i śpiewaka Stanisława (1863–1916), prawnika i polityka Wiktora (1870–1931), malarza i architekta Floriana (1859-1915), Piotra (1867-1947), Franciszka (1871-1938), Kazimierza (1876-1939), Zofii (1879-1915).
Ogólne wykształcenie uzyskał w Kielcach, następnie studiował prawo w Warszawie. Gry fortepianowej uczył się pod kierunkiem Józefa Elsnera i Karola Kurpińskiego, a później w Wiedniu i Paryżu u Edwarda Wolffa i Jacques’a Halévy`ego. W stolicy Francji występował z powodzeniem w 1850 roku, natomiast jeszcze przed wyjazdem za granicę koncertował w Krakowie, w którym jego talent i umiejętności zostały dobrze przyjęte przez krytykę. Po powrocie osiadł w Trojance k. Humania, gdzie spędził dwa lata i stworzył serię popularnych Dumek fortepianowych.
W 1856 roku przeniósł się do Warszawy, podejmując pracę jako nauczyciel. Karierę muzyczną zarzucił, bowiem stawiał sobie wysokie cele, a ich wyrazem stały się odmowy występów, które uzasadniał stwierdzeniem, że „jeszcze nie nadeszła pora”. Zapewne w 1862 roku zamieszkał na stałe w Kielcach, pracując dalej jako pedagog. W mieście tym animował życie muzyczne, a jego wychowankowie koncertowali na lokalnych estradach. Prawdopodobnie inicjował występy znanych artystów, korzystając ze swoich warszawskich powiązań. W 1875 podjął, wraz z Janem Antoniewiczem, nieudaną próbę założenia Kieleckiego Towarzystwa Muzycznego.

## Twórczość
Feliks Jaroński stworzył:
- serię Dumek fortepianowych, opartych na ludowych melodiach ukraińskich (wydanych dwukrotnie nakładem Gebethnera i Wolffa);
- dwa Mazurki fortepianowe opus 4;
- Szumkę (Nuż do harfy) na fortepian (wydaną nakładem Gebethnera i Wolffa);
- pieśń religijną;
- wariację na temat: „Pomoc dajcie mi, rodacy”[2].

## Literatura dodatkowa
- A. Oborny, Życie muzyczne Kielc w latach 1815–1914, Kielce 2006, passim.